# 帕吕欧
帕吕欧（法語：Palluau，法語發音：[palɥo]）是法国卢瓦尔河地区大区旺代省的一个市镇，属于永河畔拉罗什区。

## 地理
帕吕欧（46°48'18"N, 1°37'11"W）面积7.43 平方千米，位于法国卢瓦尔河地区大区旺代省，该省份为法国西部沿海省份，北起大西洋卢瓦尔省和曼恩-卢瓦尔省，西临大西洋，南至滨海夏朗德省，东部及东南部与德塞夫勒省接壤。
与帕吕欧接壤的市镇（或旧市镇、城区）包括：博富、拉沙佩勒帕吕欧、维河畔勒普瓦雷、圣艾蒂安迪布瓦、圣保罗蒙珀尼。

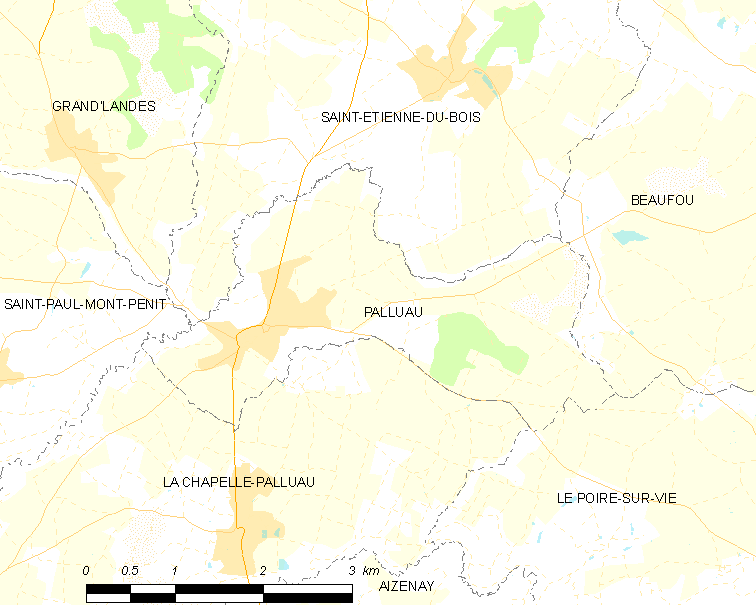
帕吕欧的OSM定位图

帕吕欧的时区为UTC+01:00、UTC+02:00（夏令时）。

## 行政
帕吕欧的邮政编码为85670，INSEE市镇编码为85169。

## 政治
帕吕欧所属的省级选区为沙朗县。

## 人口

1962-2008年间帕吕欧人口变化图示

帕吕欧于2022年1月1日时的人口数量为1110人。